# 八丈小島
八丈小島為日本伊豆群島其中的一個島嶼，行政區域屬於東京都八丈町。
八丈小島面積為3.08平方公里，位於八丈島西方。八丈小島曾經有民眾居住，1969年島民集體搬遷至八丈島後，八丈小島成為無人島。
1707年八丈小島曾因寶永地震受到海嘯襲擊。